# Ironman World Championship
Die Ironman World Championship ist die inoffizielle Weltmeisterschaft über die Triathlon-Langdistanz (3,86 km bzw. 2,4 Meilen Schwimmen, 180,2 km bzw. 112 Meilen Radfahren und 42,195 km bzw. 26,2 Meilen Laufen).
Seit 1982 ist sie als Markenzeichen geschützt. Eigentümer und Veranstalter ist die World Triathlon Corporation. Für das Rennen ist eine Qualifikation bei einem Qualifikationsrennen der weltweit stattfindenden Ironmanserie erforderlich. Die Veranstaltung wurde von 1978 bis 2022 jährlich auf Hawaii (USA) ausgetragen. Seit 2022 werden die Ironman-Weltmeisterschaften nicht mehr ausschließlich im Rahmen des Ironman Hawaii ausgetragen.

## Qualifikation
2022 konnten sich Sportler bei weltweit 53 Ironman-Wettkämpfen und einem Ironman 70.3 Rennen eine Qualifikation zur Ironman World Championship erkämpfen. Bis 2015 konnten sich Amateure auch bei ausgewählten Wettkämpfen über die halbe Distanz (Ironman 70.3) qualifizieren. Die Anzahl der pro Wettkampf an Amateure vergebenen Qualifikationsplätze für die Weltmeisterschaften hängt von der Altersklasse ab und variiert unter den einzelnen Ironman-Wettbewerben. Die Erstplatzierten der Weltmeisterschaften in den einzelnen Altersklassen sind traditionell ohne weitere Qualifikation berechtigt, einen Startplatz für das Folgejahr zu erwerben.
Bis 2003 waren auch die Top 15 der männlichen und weiblichen Profi-Triathleten des Vorjahres berechtigt, ohne zusätzliche Qualifikation einen Startplatz zu erwerben. Von 2004 bis 2006 waren die Top 10 des Vorjahres direkt qualifiziert, von 2007 bis 2011 noch die Top 3. Die übrigen Profis der Top 10 mussten von 2007 bis 2011 zusätzlich noch erfolgreich an einem weiteren von der WTC lizenzierten Wettkampf teilnehmen. Für die weiteren Profi-Triathleten gab es bei den Qualifikationswettkämpfen in unterschiedlicher Anzahl gesonderte sogenannte „Pro-Slots“, über die sie mit einer entsprechenden Platzierung einen Startplatz erwerben konnten.
Ab September 2011 wurde zur Qualifikation für den Ironman Hawaii – erstmals für 2012 – das „Kona Pro Ranking System“ (KPR) eingeführt, das die Profi-Triathleten, die um die insgesamt 650.000 US-Dollar Preisgeld auf Hawaii kämpfen, seither verpflichtet, an mehreren von der WTC organisierten oder lizenzierten Wettkämpfen pro Saison teilzunehmen. Die erstplatzierte Frau und der erste Mann auf Hawaii erhalten je 8000 Punkte, die Sieger in Frankfurt, Texas, Florianópolis, Cairns und Port Elizabeth jeweils 4000, bei den übrigen Ironman-Rennen 2000 Punkte. Weitere Platzierte erhalten eine entsprechend reduzierte Punktzahl. Bei Ironman-70.3-Rennen werden je nach Rennen 500, 750 oder 1500 Punkte an den Sieger vergeben. Die jeweils besten fünf Ergebnisse pro Athlet, unter denen mindestens ein Ironman sein muss, werden addiert. Die derart bestplatzierten vierzig männlichen und achtundzwanzig weiblichen Athleten erhalten jeweils Ende Juli die Möglichkeit, einen Startplatz für den Ironman Hawaii zu erwerben. Ende August werden alle Ende Juli nicht wahrgenommenen Pro-Slots sowie zehn weitere Slots für männliche und sieben weitere für weibliche Starter den nächstbestplatzierten Profi-Triathleten angeboten. Zusätzlich werden zehn Profi-Startplätze für die Sieger der vorhergehenden fünf Jahre vorgehalten, wobei diese vor Erwerb eines Startplatzes noch einen Ironman innerhalb der Qualifikationsperiode absolvieren müssen. Weitere zehn Profi-Startplätze sind für die männlichen und weiblichen Sieger in Frankfurt, Texas, Florianópolis, Cairns und Port Elizabeth reserviert. Die Qualifikationsperiode der Profi-Triathleten für 2025 begann am 19. August 2024 und läuft bis zum 17. August 2025.
Die Qualifikation für die Ironman World Championship ist bei folgenden Wettkämpfen möglich:
| Argentinien            | Ironman Mar del Plata |
| Australien             | Ironman Australia, Ironman Cairns und Ironman Western Australia |
| Brasilien              | Ironman Brasil |
| Dänemark               | Ironman Copenhagen |
| Deutschland            | Ironman Germany und Ironman Hamburg |
| Estland                | Ironman Tallinn |
| Finnland               | Ironman Finland |
| Frankreich             | Ironman France und Ironman Vichy |
| Irland                 | Ironman Ireland |
| Italien                | Ironman Italy |
| Kanada                 | Ironman Canada und Ironman Mont-Tremblant |
| Kasachstan             | Ironman Kazakhstan |
| Malaysia               | Ironman Malaysia |
| Mexiko                 | Ironman Mexico |
| Neuseeland             | Ironman New Zealand |
| Norwegen               | Ironman Haugesund |
| Niederlande            | Ironman Maastricht-Limburg |
| Österreich             | Ironman Austria |
| Philippinen            | Ironman Philippines |
| Polen                  | Ironman Gdynia |
| Portugal               | Ironman Cascais |
| Schweden               | Ironman Sweden |
| Schweiz                | Ironman Switzerland |
| Spanien                | Ironman Barcelona, Ironman Lanzarote und Ironman Vitoria-Gasteiz |
| Südafrika              | Ironman South Africa |
| Südkorea               | Ironman Korea |
| Taiwan                 | Ironman Taiwan |
| Vereinigte Staaten     | Ironman 70.3 Hawaii, Ironman Alaska, Ironman Arizona, Ironman Chattanooga, Ironman Florida *, Ironman Louisville *, Ironman Maryland *, Ironman Texas, Ironman Tulsa, Ironman Lake Placid, Ironman Santa Rosa und Ironman Wisconsin * |
| Vereinigtes Königreich | Ironman UK und Ironman Wales |

## Siegerliste
Nachdem das Rennen seit der Erstaustragung zunächst vier Jahre in Honolulu ausgetragen wurde, zog es ab 1982 auf größte Insel des Bundesstaates nach Kailua-Kona. Bis 2019 wurden die Ironman World Championships ununterbrochen im Rahmen des Ironman Hawaii ausgetragen. 2020 und 2021 fanden auf Grund der COVID-19-Pandemie keine Weltmeisterschaften statt, 1982 und 2022 jeweils zwei Rennen.
Seit 2022 wird die Weltmeisterschaft auch im Rahmen anderer Ironmanrennen ausgetragen. Seit 2023 wird das Frauenrennen getrennt von dem der Männer ausgetragen, wobei bislang ein Rennen in Kona auf Hawaii und das andere an einem anderen Ort stattfindet.
Am 10. Oktober 2026 soll das Rennen mit einem einzigen großen Renntag für Frauen und Männer auf Hawaii in Kailua-Kona stattfinden.
| Männer        | Männer         | Männer               | Männer               | Männer               | Frauen        | Frauen         | Frauen                     | Frauen               | Frauen                     |
| Datum         | Austragungsort | Erster Platz         | Zweiter Platz        | Dritter Platz        | Datum         | Austragungsort | Erster Platz               | Zweiter Platz        | Dritter Platz              |
| ------------- | -------------- | -------------------- | -------------------- | -------------------- | ------------- | -------------- | -------------------------- | -------------------- | -------------------------- |
| 10. Okt. 2026 | Kailua-Kona    |                      |                      |                      | 10. Okt. 2026 | Kailua-Kona    |                            |                      |                            |
| 14. Sep. 2025 | Nizza          |                      |                      |                      | 11. Okt. 2025 | Kailua-Kona    |                            |                      |                            |
| 26. Okt. 2024 | Kailua-Kona    | Patrick Lange -3-    | Magnus Ditlev        | Rudy von Berg        | 22. Sep. 2024 | Nizza          | Laura Philipp              | Katrina Matthews     | Chelsea Sodaro             |
| 10. Sep. 2023 | Nizza          | Sam Laidlow          | Patrick Lange        | Magnus Ditlev        | 14. Okt. 2023 | Kailua-Kona    | Lucy Charles-Barclay       | Anne Haug            | Laura Philipp              |
| 8. Okt. 2022  | Kailua-Kona    | Gustav Iden          | Sam Laidlow          | Kristian Blummenfelt | 6. Okt. 2022  | Kailua-Kona    | Chelsea Sodaro             | Lucy Charles-Barclay | Anne Haug                  |
| 7. Mai 2022   | St. George     | Kristian Blummenfelt | Lionel Sanders       | Braden Currie        | 7. Mai 2022   | St. George     | Daniela Ryf -5-            | Katrina Matthews     | Anne Haug                  |
| 12. Okt. 2019 | Kailua-Kona    | Jan Frodeno -3-      | Timothy O’Donnell    | Sebastian Kienle     | 12. Okt. 2019 | Kailua-Kona    | Anne Haug                  | Lucy Charles-Barclay | Sarah Crowley              |
| 13. Okt. 2018 | Kailua-Kona    | Patrick Lange -2-    | Bart Aernouts        | David McNamee        | 13. Okt. 2018 | Kailua-Kona    | Daniela Ryf -4-            | Lucy Charles         | Anne Haug                  |
| 14. Okt. 2017 | Kailua-Kona    | Patrick Lange        | Lionel Sanders       | David McNamee        | 14. Okt. 2017 | Kailua-Kona    | Daniela Ryf -3-            | Lucy Charles         | Sarah Crowley              |
| 8. Okt. 2016  | Kailua-Kona    | Jan Frodeno -2-      | Sebastian Kienle     | Patrick Lange        | 8. Okt. 2016  | Kailua-Kona    | Daniela Ryf -2-            | Mirinda Carfrae      | Heather Jackson            |
| 10. Okt. 2015 | Kailua-Kona    | Jan Frodeno          | Andreas Raelert      | Timothy O’Donnell    | 10. Okt. 2015 | Kailua-Kona    | Daniela Ryf                | Rachel Joyce         | Liz Blatchford             |
| 11. Okt. 2014 | Kailua-Kona    | Sebastian Kienle     | Ben Hoffman          | Jan Frodeno          | 11. Okt. 2014 | Kailua-Kona    | Mirinda Carfrae -3-        | Daniela Ryf          | Rachel Joyce               |
| 12. Okt. 2013 | Kailua-Kona    | Frederik Van Lierde  | Luke Jarrod McKenzie | Sebastian Kienle     | 12. Okt. 2013 | Kailua-Kona    | Mirinda Carfrae -2-        | Rachel Joyce         | Liz Blatchford             |
| 13. Okt. 2012 | Kailua-Kona    | Pete Jacobs          | Andreas Raelert      | Frederik Van Lierde  | 13. Okt. 2012 | Kailua-Kona    | Leanda Cave                | Caroline Steffen     | Mirinda Carfrae            |
| 8. Okt. 2011  | Kailua-Kona    | Craig Alexander -3-  | Pete Jacobs          | Andreas Raelert      | 8. Okt. 2011  | Kailua-Kona    | Chrissie Wellington -4-    | Mirinda Carfrae      | Leanda Cave                |
| 9. Okt. 2010  | Kailua-Kona    | Chris McCormack -2-  | Andreas Raelert      | Marino Vanhoenacker  | 8. Okt. 2011  | Kailua-Kona    | Mirinda Carfrae            | Caroline Steffen     | Julie Dibens               |
| 10. Okt. 2009 | Kailua-Kona    | Craig Alexander -2-  | Chris Lieto          | Andreas Raelert      | 10. Okt. 2009 | Kailua-Kona    | Chrissie Wellington -3-    | Mirinda Carfrae      | Virginia Berasategui       |
| 11. Okt. 2008 | Kailua-Kona    | Craig Alexander      | Eneko Llanos         | Rutger Beke          | 11. Okt. 2008 | Kailua-Kona    | Chrissie Wellington -2-    | Yvonne van Vlerken   | Sandra Wallenhorst         |
| 13. Okt. 2007 | Kailua-Kona    | Chris McCormack      | Craig Alexander      | Torbjørn Sindballe   | 11. Okt. 2008 | Kailua-Kona    | Chrissie Wellington        | Samantha McGlone     | Kate Major                 |
| 21. Okt. 2006 | Kailua-Kona    | Normann Stadler -2-  | Chris McCormack      | Faris Al-Sultan      | 21. Okt. 2006 | Kailua-Kona    | Michellie Jones            | Desirée Ficker       | Lisa Bentley               |
| 15. Okt. 2005 | Kailua-Kona    | Faris Al-Sultan      | Cameron Brown        | Peter Reid           | 15. Okt. 2005 | Kailua-Kona    | Natascha Badmann -6-       | Michellie Jones      | Kate Major                 |
| 16. Okt. 2004 | Kailua-Kona    | Normann Stadler      | Peter Reid           | Faris Al-Sultan      | 16. Okt. 2004 | Kailua-Kona    | Natascha Badmann -5-       | Heather Fuhr         | Kate Major                 |
| 18. Okt. 2003 | Kailua-Kona    | Peter Reid -3-       | Rutger Beke          | Cameron Brown        | 18. Okt. 2003 | Kailua-Kona    | Lori Bowden -2-            | Natascha Badmann     | Nina Kraft                 |
| 19. Okt. 2002 | Kailua-Kona    | Tim DeBoom -2-       | Peter Reid           | Cameron Brown        | 19. Okt. 2002 | Kailua-Kona    | Natascha Badmann -4-       | Nina Kraft           | Lori Bowden                |
| 6. Okt. 2001  | Kailua-Kona    | Tim DeBoom           | Cameron Brown        | Thomas Hellriegel    | 6. Okt. 2001  | Kailua-Kona    | Natascha Badmann -3-       | Lori Bowden          | Nina Kraft                 |
| 14. Okt. 2000 | Kailua-Kona    | Peter Reid -2-       | Tim DeBoom           | Normann Stadler      | 6. Okt. 2001  | Kailua-Kona    | Natascha Badmann -2-       | Lori Bowden          | Fernanda Keller            |
| 23. Okt. 1999 | Kailua-Kona    | Luc Van Lierde -2-   | Peter Reid           | Tim DeBoom           | 23. Okt. 1999 | Kailua-Kona    | Lori Bowden                | Karen Smyers         | Fernanda Keller            |
| 3. Okt. 1998  | Kailua-Kona    | Peter Reid           | Luc Van Lierde       | Lothar Leder         | 3. Okt. 1998  | Kailua-Kona    | Natascha Badmann           | Lori Bowden          | Fernanda Keller            |
| 18. Okt. 1997 | Kailua-Kona    | Thomas Hellriegel    | Jürgen Zäck          | Lothar Leder         | 18. Okt. 1997 | Kailua-Kona    | Heather Fuhr               | Lori Bowden          | Fernanda Keller            |
| 26. Okt. 1996 | Kailua-Kona    | Luc Van Lierde       | Thomas Hellriegel    | Greg Welch           | 26. Okt. 1996 | Kailua-Kona    | Paula Newby-Fraser (a) -8- | Natascha Badmann     | Karen Smyers               |
| 7. Okt. 1995  | Kailua-Kona    | Mark Allen -6-       | Thomas Hellriegel    | Rainer Müller-Hörner | 7. Okt. 1995  | Kailua-Kona    | Karen Smyers               | Isabelle Mouthon     | Fernanda Keller            |
| 15. Okt. 1994 | Kailua-Kona    | Greg Welch           | Dave Scott           | Jeff Devlin          | 15. Okt. 1994 | Kailua-Kona    | Paula Newby-Fraser (a) -7- | Karen Smyers         | Fernanda Keller            |
| 23. Okt. 1993 | Kailua-Kona    | Mark Allen -5-       | Pauli Kiuru          | Wolfgang Dittrich    | 23. Okt. 1993 | Kailua-Kona    | Paula Newby-Fraser (a) -6- | Erin Baker           | Susan Latshaw              |
| 10. Okt. 1992 | Kailua-Kona    | Mark Allen -4-       | Cristián Bustos      | Pauli Kiuru          | 10. Okt. 1992 | Kailua-Kona    | Paula Newby-Fraser -5-     | JulieAnne White      | Thea Sybesma               |
| 19. Okt. 1991 | Kailua-Kona    | Mark Allen -3-       | Greg Welch           | Jeff Devlin          | 19. Okt. 1991 | Kailua-Kona    | Paula Newby-Fraser -4-     | Erin Baker           | Sarah Coope                |
| 6. Okt. 1990  | Kailua-Kona    | Mark Allen -2-       | Scott Tinley         | Pauli Kiuru          | 6. Okt. 1990  | Kailua-Kona    | Erin Baker -2-             | Paula Newby-Fraser   | Terry Schneider-Egger      |
| 14. Okt. 1989 | Kailua-Kona    | Mark Allen           | Dave Scott           | Greg Welch           | 14. Okt. 1989 | Kailua-Kona    | Paula Newby-Fraser -3-     | Sylviane Puntous     | Kirsten Hanssen            |
| 22. Okt. 1988 | Kailua-Kona    | Scott Molina         | Mike Pigg            | Ken Glah             | 22. Okt. 1988 | Kailua-Kona    | Paula Newby-Fraser -2-     | Erin Baker           | Kirsten Hanssen            |
| 10. Okt. 1987 | Kailua-Kona    | Dave Scott -6-       | Mark Allen           | Greg Stewart         | 10. Okt. 1987 | Kailua-Kona    | Erin Baker                 | Sylviane Puntous     | Paula Newby-Fraser         |
| 18. Okt. 1986 | Kailua-Kona    | Dave Scott -5-       | Mark Allen           | Scott Tinley         | 18. Okt. 1986 | Kailua-Kona    | Paula Newby-Fraser         | Sylviane Puntous     | Joanne Ernst               |
| 26. Okt. 1985 | Kailua-Kona    | Scott Tinley -2-     | Christopher Hinshaw  | Carl Kupferschmid    | 26. Okt. 1985 | Kailua-Kona    | Joanne Ernst               | Elizabeth Bulman     | Paula Newby-Fraser         |
| 6. Okt. 1984  | Kailua-Kona    | Dave Scott -4-       | Scott Tinley         | Grant Boswell        | 6. Okt. 1984  | Kailua-Kona    | Sylviane Puntous -2-       | Patricia Puntous     | Julie Olson                |
| 22. Okt. 1983 | Kailua-Kona    | Dave Scott -3-       | Scott Tinley         | Mark Allen           | 22. Okt. 1983 | Kailua-Kona    | Sylviane Puntous           | Patricia Puntous     | Eva Ueltzen                |
| 9. Okt. 1982  | Kailua-Kona    | Dave Scott -2-       | Scott Tinley         | Jeff Tinley          | 9. Okt. 1982  | Kailua-Kona    | Julie Leach                | JoAnn Dahlkoetter    | Sally Edwards              |
| 6. Feb. 1982  | Kailua-Kona    | Scott Tinley         | Dave Scott           | Jeff Tinley          | 6. Feb. 1982  | Kailua-Kona    | Kathleen McCartney         | Julie Moss           | Lyn Brooks / Sally Edwards |
| 14. Feb. 1981 | Honolulu       | John Howard          | Tom Warren           | Scott Tinley         | 14. Feb. 1981 | Honolulu       | Linda Sweeney              | Sally Edwards        | Lyn Brooks                 |
| 10. Jan. 1980 | Honolulu       | Dave Scott           | Chuck Neumann        | John Howard          | 10. Jan. 1980 | Honolulu       | Robin Beck                 | Eve Anderson         | —                          |
| 14. Jan. 1979 | Honolulu       | Tom Warren           | John Dunbar          | Ian Emberson         | 14. Jan. 1979 | Honolulu       | Lyn Lemaire                | —                    | —                          |
| 18. Feb. 1978 | Honolulu       | Gordon Haller        | John Dunbar          | Dave Orlowski        | —             | —              | —                          | —                    | —                          |

## Statistik

### Erfolgreichste Athleten
Nachfolgend werden die erfolgreichsten Teilnehmer gelistet, die die World Championship mindestens dreimal gewinnen konnten.
| #  | Sportler             | Gold | Silber | Bronze | Σ  |
| -- | -------------------- | ---- | ------ | ------ | -- |
| 1  | / Paula Newby-Fraser | 8    | 1      | 2      | 11 |
| 2  | Dave Scott           | 6    | 3      | -      | 9  |
| 3  | Mark Allen           | 6    | 2      | 1      | 9  |
| 4  | Natascha Badmann     | 6    | 2      | -      | 8  |
| 5  | Daniela Ryf          | 5    | 1      | -      | 6  |
| 6  | Chrissie Wellington  | 4    | -      | -      | 4  |
| 7  | Mirinda Carfrae      | 3    | 3      | 1      | 7  |
| 8  | Peter Reid           | 3    | 2      | 1      | 6  |
| 9  | Patrick Lange        | 3    | 1      | 1      | 5  |
| 10 | Craig Alexander      | 3    | 1      | -      | 4  |
| 11 | Jan Frodeno          | 3    | -      | 1      | 4  |

### Länderstatistik
In der Erfolgsstatistik der Länder nach Podiumsplatzierungen bei Männern und Frauen liegen die Vereinigten Staaten noch immer deutlich an der Spitze, was insbesondere auf die Anfangsjahre zurückzuführen ist. So verblieben von den bei den ersten Ausrichtungen vergebenen Medaillen 89 % bei den Männern und 51 % bei den Frauen in den USA.
Im Zeitraum von 1993 bis 2019 gingen mehr als ein Drittel der Männer-Medaillen (31 von 81) an deutsche Athleten. 2016 konnten zum ersten Mal nach 1997 wieder drei deutsche Männer die Medaillenränge belegen. Beim weiblichen Geschlecht dominierten in diesem Zeitraum die Triathletinnen aus der Schweiz (15 Medaillen, davon zehn goldene) vor den Frauen aus dem Vereinigten Königreich (15 Medaillen) und jenen aus Australien (14 Medaillen).
| Platz | Land                   | Erster | Zweiter | Dritter | Gesamt | Anmerkungen |
| ----- | ---------------------- | ------ | ------- | ------- | ------ | --- |
| 1     | Vereinigte Staaten     | 31     | 27      | 29      | 87     | Maßgeblichen Beitrag leisteten die „Big Four“, die zwischen 1980 und 1995 quasi jeden Triathlon unter sich ausmachten – Mark Allen, Dave Scott, Scott Tinley und Scott Molina |
| 2     | Deutschland            | 13     | 10      | 21      | 44     | Jan Frodeno und Patrick Lange gewannen je dreimal, Normann Stadler zwei Goldmedaillen. Frodeno holte 2019 den sechsten Sieg für Deutschland in Folge bei den Männern. Als erste deutsche Frau konnte Anne Haug im Oktober 2019 das Rennen gewinnen. 2004 hatte zwar Nina Kraft auf Hawaii zunächst gewonnen, ihr Sieg wurde aber wegen Dopings aberkannt. |
| 3     | Australien             | 11     | 9       | 10      | 30     | Mirinda Carfrae und Craig Alexander gewannen je drei Goldmedaillen. |
| 4     | Schweiz                | 11     | 5       | 1       | 17     | Die erfolgreichste Schweizer Athletin ist Natascha Badmann mit sechs Gold- und zwei Silbermedaillen. Daniela Ryf siegte insgesamt fünf Mal und 2015–2018 als zweite Athletin nach Paula Newby-Fraser vier Mal in Folge. Die Männer erreichten eine Bronzemedaille (1985).                                                                                 |
| 5     | Kanada                 | 8      | 17      | 3       | 28     | Peter Reid errang drei Goldmedaillen. Die erfolgreichste kanadische Athletin ist Lori Bowden – mit zwei Gold-, vier Silber- und einer Bronzemedaille. |
| 6     | Vereinigtes Königreich | 6      | 8       | 7       | 21     | Chrissie Wellington gewann vier Goldmedaillen. |
| 7     | Simbabwe               | 5      | 1       | 2       | 8      | Alle Medaillen wurden zwischen 1985 und 1992 von Paula Newby-Fraser gewonnen. Ab 1993 wird sie als US-Amerikanerin geführt. |
| 8     | Belgien                | 3      | 3       | 3       | 9      | |
| 9     | Neuseeland             | 2      | 5       | 3       | 10     | |
| 10    | Norwegen               | 2      | 0       | 1       | 3      | |
| 11    | Frankreich             | 1      | 2       | 0       | 3      | |
| 12    | Dänemark               | 0      | 1       | 2       | 3      | |
| 12    | Finnland               | 0      | 1       | 2       | 3      | |
| 14    | Spanien                | 0      | 1       | 1       | 2      | |
| 14    | Niederlande            | 0      | 1       | 1       | 2      | |
| 16    | Chile                  | 0      | 1       | 0       | 1      | |
| 17    | Brasilien              | 0      | 0       | 6       | 6      | Fernanda Keller gewann zwischen 1994 und 2000 sechsmal die Bronzemedaille. |

(Stand: 26. Oktober 2024 – in Summe 277 Medaillen)